# سالک معلم
سالک معلم، روستایی از توابع بخش احمدسرگوراب شهرستان احمدسرگوراب در استان گیلان ایران است.

## جمعیت
این روستا در شهرستان احمد سرگوراب قرار دارد و براساس سرشماری مرکز آمار ایران در سال ۱۳۸۵، جمعیت آن ۴۷۶ نفر (۱۱۶خانوار) بوده‌است. زبان مردم این روستا تالشی است.